# Алдин-оол Ария Араптанівна
Ария Араптанівна Алдин-оол (нар. 29 лютого 1928, Улуг Ооруг, Бай-Тайгинський кожуун, Тувинська Народна Республіка — пом. 18 жовтня 2016, Кизил, Тува,  Російська Федерація) — радянська, тувинська педагог. Народний учитель СРСР (1984).

## Біографія
Закінчивши семирічну школу Ария Алдин-оол, з 1945 року розпочала викладацьку діяльність.
У 1948—1950 роках — на партійній роботі.
В 1955 році закінчила Кизильський учительський інститут, в 1967 — Кизильський державний педагогічний інститут (заочно).
Працювала вчителькою початкових класів у Теелі, Кизил-Мажалику, Шуї, з 1950 року — в Кизилі. З 1962 року — в школі № 2 Кизила проявила себе вчителем-експериментатором і засновником навчально-методичного комплексу з рідної мови (Үжүглел) і читання для першого класу.
На основі узагальненої практики нею було видано збірник «Розробки уроків тувинської мови у першому класі початкової школи», навчальні посібники «Збірник диктантів (1-4 кл)», «Збірник переказів (2-4 кл)», «Читаємо самі». У співавторстві з нею був створений «Үжүглел» («Буквар») тувинською мовою, для 1-го класу початкової школи, який витримав чотири перевидання..
Викладала на кафедрі методики рідної мови факультету початкового навчання Кизильського державного педагогічного інституту. Протягом 20 років була позаштатним лектором на курсах підвищення кваліфікації вчителів в Інституті удосконалення вчителів.
Стаж викладацької роботи — 65 років.
Обиралася депутатом Кизильскої міської Ради депутатів двох скликань.
Після виходу на заслужений відпочинок з 1993 по 2008 рік продовжувала працювати з дітьми-інвалідами індивідуально.
Померла 18 жовтня 2016 року в Кизилі.

### Родина
- Чоловік — Алдин-оол Оюн Толепович
- Діти — син Олексій Оюнович Алдин-оол, дочка Тетяна Оюнівна Санчаа, син Андрій Оюнович Алдин-оол

## Нагороди та звання
- Заслужений вчитель школи РРФСР (1980)
- Народний учитель СРСР (1984)
- Орден «Знак Пошани» (1976)
- Орден Республіки Тива
- Медаль «За трудову доблесть» (1966)
- Медаль «За доблесну працю у Великій Вітчизняній війні 1941—1945 рр.» (1970)
- Медаль «50 років Перемоги у Великій Вітчизняній війні 1941—1945 рр.»
- Почесна грамота Міністерства освіти РРФСР (1962)
- Звання «Вчитель-методист» № 10782
- Почесний громадянин Кизила (1998).

## Основні наукові праці, публікації
1. Розробка уроків тувинської мови у першому класі початкової школи. 1970 р.;
2. Збірник диктантів (1-4 кл.) Видання: 1970, 1979, 1988, 1998 рр.;
3. Збірник переказів (2-4 кл.) Видання: 1982, 1988, 1998 рр.;
4. Навчальний посібник «Читаємо самі». Видання: 1994, 1999 рр.;
5. Пропис № 1 до букваря. Видання: 1990, 1995, 1999, 2000 рр.;
6. Збірник з досвіду вчителів рідної та російської мов. Стаття.;
7. Співавтор програми рідної мови і читання. 1970, 1982, 1987 рр.;
8. А. А. Алдин-оол, К. Б. Март-оол. «Буквар» для 1–го класу чотирирічної початкової школи. Видання: 1990 р., 1996 р., 2003 р.;
9. А. А. Алдин-оол, К. Б. Март-оол. «Уроки навчання грамоти»: методичні вказівки до підручника «Буквар» для 1-го класу початкової школи. Посібник для вчителів. Видання 1999 р.;
10. Март-оол К. Б. , Кимова Д. А., Алдын-оол А. А. Методичні вказівки до підручника "Тувинська мова для 5-го класу. Посібник для вчителів.;
11. В. С. Чилбак, А. А. Алдин-оол «Уроки навчання грамоти». Видання 1967 р..